# Облога Гран-Пре
Облога Гран-Пре відбулася під час війни отця Ле Лутра, і в ній воювали між собою британці з одного боку та Конфедерація Вабанакі і акадійське ополчення з іншого. Облоги зазнав форт фр. Vieux Logis, Гран-Пре (нинішній Гортонвілл, Нова Шотландія). Місцеве ополчення Акадії разом з індіанцями тримали облогу форту В'є-Лоґіс протягом тижня в листопаді 1749 року. Окремі історики стверджують, що метою облоги було сприяти вигнанню акадійців з регіону.

## Історичний контекст

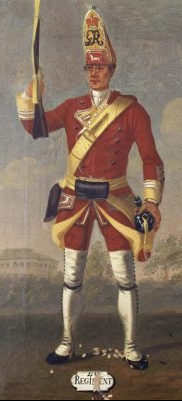
Вояк 40-го полку піхоти (робота Давіда Мор'є, 1751 рік)

Незважаючи на формальне британське завоювання Акадії в 1710 р., мешканці Нової Шотландії були переважно католиками-акадянами та мікмаками. На час прибуття Корнволліса до Галіфакса, вже була довга історія відстоювання людьми Вабанакської конфедерації (яка включала мікмаків) своєї території від вторгнення британців. Окрім британських військових, місцеві індіанці та французи вбивали британських поселенців — цивільних осіб уздовж кордону Нової Англії / Акадії в штаті Мен (див північно-східні Кампанії 1688, 1703, 1723, 1724, 1745, 1746, 1747 рр.).
Щоб запобігти створенню протестантських поселень у цьому регіоні, мікмаки здійснили рейд на ранні британські поселення (сучасні Шелберн (1715) і Кансо (1720). А в наступному поколінні військові дії продовжила війна отця Ле-Лутра, коли 21 червня 1749 року Едвард Корнволліс прибув, щоб заснувати Галіфакс.
Протягом 18 місяців після заснування Галіфакса британські війська впевнено контролювали Нову Шотландію, будуючи укріплення у всіх основних акадійських поселеннях: сучасному Віндзорі (Форт-Едвард); Гран-Пре (форт Vieux Logis) та Чіньєкто (Форт-Лоуренс). На той час британський форт вже існував в іншому великому акадійському центрі Аннаполіс-Роял, Нова Шотландія. Cobequid залишався неукріпленим. На ці укріплення відбувалися численні набіги мікмаків та акадійців, одним з яких і стала облога Гран-Пре.
Незадовго до облоги, 30 вересня 1749 року, близько сорока мікмаків напали на шістьох чоловіків, які рубали дерева коло пилорам у Дартмуті, Нова Шотландія. Чотирьох з них було вбито на місці, один потрапив у полон, а один втік. Двох чоловіків було скальповано, а іншим відрізано голови. У відповідь на цей напад було відправлено загін рейнджерів, який відрізав голови двом мікмакам і оскальпував одного.
2 жовтня 1749 року Корнволліс видав спеціальне повідомлення — проголошення про винищення. Облога Гран-Пре стала першим зафіксованим конфліктом після проголошення Корнволіса.

## Облога
27 листопада 1749 р. 300 мікмаків, малісітів, пенобскотів і акадійське ополчення (11 акадян) атакували форт В'є-Лоґіс у Гран-Пре. Фортом командував Джон Гендфілд з 40-го піхотного полку (полку Корнволліса). Індіани та акадійське ополчення повбивало вартових (охоронців), які обстрілювали їх. Потім тубільці захопили лейтенанта Джона Гамільтона (сина Ото Гамільтона) та вісімнадцятьох солдатів під його командуванням (включаючи сина Вільяма Гендфілда, сина коменданта), обстежуючи околиці форту. Вони також захопили в околицях шістьох жінок та солдата. Після захоплення британських солдатів, група корінного та акадійського ополчення протягом наступного тижня зробила кілька спроб взяти форт в облогу. Коли прибули рейнджери Ґорема, ополченці вже вирушила разом із полоненими до Чіньєкто.

## Наслідки

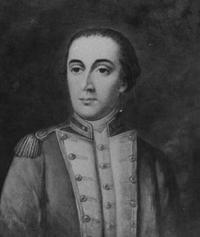
Капітан Ніколас Кокс

18 березня 1750 року рейнджери Ґорема залишили Форт Саквілл (Нова Шотландія) за наказом губернатора Корнволліса пройти маршем до Пісіквіда (Віндзор). Їхня місія полягала в тому, щоб заснувати блокгауз у Пісіквіді (тобто Форт-Едвард) та заволодіти майном акадян, які брали участь в облозі Гран-Пре. У дорозі Ґорем вступив у бій з мікмаками при Сен-Круа.
Пізніше Корнволліс заарештував акадян і отця Жирара, які брали участь в облозі.
Мікмаки та акадійці продовжували набіги на протестантські поселення, такі як Рейд на Дартмут (1751) і Рейд на Луненбург, Нова Шотландія (1756). Для малісітів це було перше порушення Мирного договору, укладеного ними з Корнволлісом кількома місяцями раніше.
В'язні провели два роки в полоні, перш ніж їх викупили. У серпні 1751 р. Лейтенант Джон Гамільтон (батько якого Ото раніше був членом Ради Нової Шотландії) та його тесть від першого шлюбу Вільям Ширріфф (також член Ради Нової Шотландії) домовлялися про звільнення Гамільтона та інших 60 англійців, які були ув'язнені протягом двох років. Їх обміняли на дочку вождя капітана Сема (Джерома Атекуандо — колишнього солдата Ґорема, у свою чергу взяту в заручниці на річці Сент-Джон у 1748 році рейнджерами Ґорема і утримувану разом з дружиною Ґорема в Бостоні. Губернатор і Рада заплатили Ле-Лутру викуп у розмірі 882 фунти стерлінгів за звільнення шістдесятьох в'язнів — офіцерів, солдатів і поселенців, включаючи Гамільтона. Ще в червні 1754 року капітан Гамільтон написав губернатору Лоуренсу лист підтримки для абата Ле-Лутра